# قائمة الكهوف
هذه هي قائمة الكهوف حول العالم، التي لها مقالات أو التي يُستشهد بها بشكل موثق. فرزت أولًا حسب القارات ثم البلدان.

## أفريقيا

### الجزائر

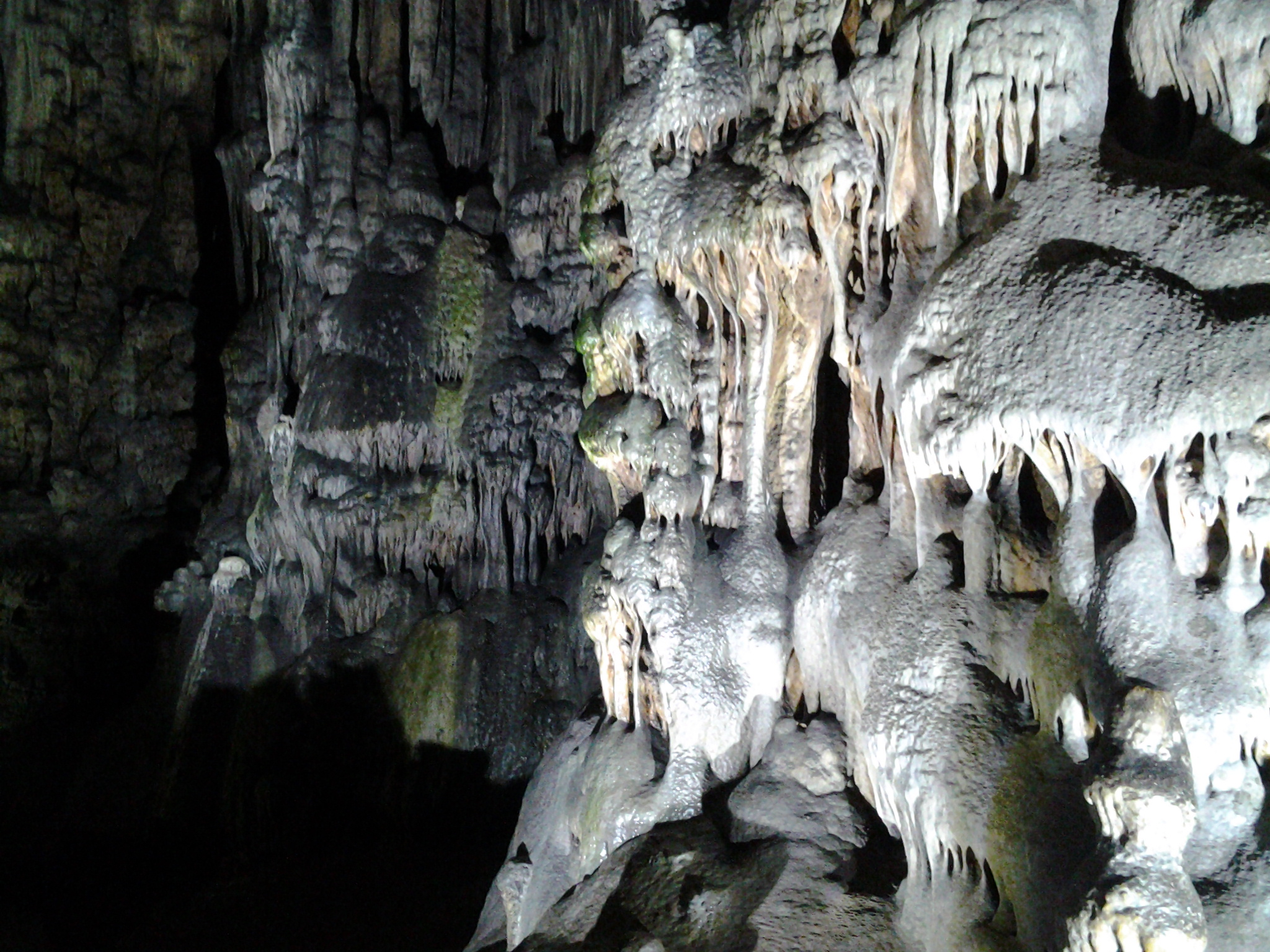
الكهوف السحرية ببني عاد بالجزائر.

- أنو افليس
- أنو بوسويل
- أنو تيمدوين
- أنو عشرة ليمون
- الكهوف العجيبة
- عين الطيبة
- غار بومعزة
- كهوف قلدمان
- مغارات سوق الحد
- مغارة أفالو
- مغارة أقريون
- مغارة أوقاس
- مغارة ابن خلدون
- مغارة بني عاد
- مغارة سرفانتاس

### تونس
- مغارة عين الذهب

### بوتسوانا
- تسوديلو

### مصر
- جبل الطارف
- كهف الجارة
- كهف الرماة
- كهف السباحين
- كهف القنطرة
- كهف الوحوش
- كهف وادي الظلما

### كينيا
- كهف كيتوم

### المغرب
- جبل إيغود
- كهف تحت الغار
- كهف توغوبيت
- كهف عزيزة
- مغارة الجمل
- مغارة تافوغالت
- مغارة فريواطو
- مغارة هرقل

### صوماليلاند
- لاس غيل

### جنوب أفريقيا
- كهف العجائب (كرومدراي، خاوتينغ)
- كهوف الصدى
- كهف بلومبوس
- كهف رايزينغ ستار
- كهوف ستيركفونتاين
- كهوف نهر كلاسيس
- ملابا

## آسيا

### الأردن
- عراق الدب
- غابات برقش
- كهف (معمودية) السيد المسيح
- كهف أبو الكرسي
- كهف النبي لوط
- مغارة الظهر برقش

### فلسطين
- عزيقه
- إلواد
- راس الناقورة
- كهف الحروف
- كهف رقيفة
- كهف قاسم
- كهف مالشام
- كهف ميسلية
- مغارة السخول
- مغارة الطابون
- مغارة سليمان
- مغارة سوريك
- مغارة كبارة
- مغارة مانوت
- وادي الكهوف القديمة في الكرمل

### أوزبكستان
- تيشك-تاش 1

### أفغانستان
- تورا بورا

### إندونيسيا
- الكهوف في ماروس بانجكيب كارست
- كهف بيندل
- كهف لوكيل
- كهف مهاراني
- لوبانغ جريجي صالح

### إيران
- قلعة بزي
- كهف الصيادين
- كهف جال نخجير
- كهف دربند
- كهف دو اشكفت
- كهف رودافشان الأثري
- كهف سهولان المائي
- كهف شابور
- كهف علي‌ صدر
- كهف قوري قلعة
- كهف كتلة خور
- كهف كرفتو
- كهف يافته
- وزمة
- کهف هوتو

### باكستان
- كهوف بازار
- كهوف كاي

### تايلند
- دوي نانغ نن (سلسلة جبال)
- كهف الروح

### روسيا
- كهف أخشتيرسكايا
- كهف أفيلوفا
- كهف أوكلادنيكوف
- كهف إغناتيفكا
- كهف الرخام
- كهف الرخام (القرم)
- كهف اوردا
- كهف تشيرتوفي فوروتا
- كهف دينيسوفا
- كهف سالفت يولييف
- كهف سوغوماك
- كهف فيالوفا
- كهف كابوفا
- كهف كورجازاك
- كهف كونغور الجليدي
- كهف كيندرل
- كهف ميزمايسكايا
- كهوف سيوكيفو
- كهوف فورونتسوفكا

### السعودية
- ماكر الشياهين
- غار حراء
- برمة
- جبل شذا
- كهف أبو ضباع
- أم جرسان
- السحالي
- درب النجم
- شعفان (الشويمس)
- عين هيت
- غار الحباشي
- غار الرويحة
- غار ثور
- غار حراء
- حضرة
- غار خشيشان
- كهف الطحالب
- كهف المفاجأة
- كهف إبريق الشاي
- كهف جامعة البترول والمعادن
- كهف العقرب الأسود
- كهف الأشباح
- كهوف جبل القارة
- كهف الفندق
- دحل الطحلب
- دحل العجاجي
- دحل الهدسي
- دحل الهشامي
- دحل ذريع
- دحل سلطان
- دحل شوية

### سوريا
- مغارة الدرة
- مغارة الديدرية
- مغارة الضوايات
- مغارة بيت الوادي
- مغارة جوعيت
- مغارة زيتا
- مغارة سؤادا
- مغارة قنوات
- مغارة موسى
- هوة الجباب

### الصين
- غرفة مياو
- كهوف كيزيل

### العراق
- كهف إينشكي
- كهف بستون
- كهف بهيري
- كهف جارستين
- كهف شاندر
- كهف هزار ميرد
- كهوف الطار

### عُمان
- كهف أبو هبان
- كهف الكتان
- كهف المرنيف
- كهف الهوتة
- كهف جرنان
- كهف طيق
- كهف مجلس الجن
- كهف مقل

### الفلبين
- نهر بورتو برنسيسا الجوفي

### فلسطين
- المسجد الإبراهيمي
- الواد (كهف)
- بئر الأرواح
- خربة قمران
- راس الناقورة
- كهف أيالون
- كهف الحروف
- كهف الرعب
- كهف العامود
- كهف القفزة
- كهف بار
- كهف حايونيم
- كهف رقيفة
- كهف قاسم
- كهف مالشام
- كهف ميسلية
- كهف ناحال همر
- مغارة إيليا
- مغارة الزوتية
- مغارة السخول
- مغارة الطابون
- مغارة سليمان
- مغارة سوريك
- مغارة شقبا
- مغارة كبارة
- مغارة مانوت
- مغارة ياسر عرفات
- مقبرة عثنيئيل بن قناز
- وادي الكهوف القديمة في الكرمل

### فيتنام
- كهف شاندونغ
- كهف الجنة

### كوريا
- جزيرة جيجو البركانية وأنابيب الحمم البركانية

### لاوس
- كهف تام با لينغ

### لبنان
- رأس بعلبك
- كهف أنطلياس
- كوكبا (حاصبيا)
- مغارة أفقا
- مغارة البحيرة
- مغارة الزحلان
- مغارة جعيتا
- مغارة قاديشا
- مغارة كفرحيم

### ماليزيا
- حديقة جبل مولو الوطنية
- قاعة سراوق
- كهوف باتو
- كهف الحظ السعيد
- كهوف غومانتونغ

### الهند
- أجانتا
- معابد كهف بادامي
- كهوف إليفانتا
- مغارات إلورا
- ملاجئ بيمبتكا الصخرية

### اليابان
- أطلال توتشيبارايواكاغي
- أطلال كهف شيراهو ساونيتابارو
- أطلال مسكن كهف أوزاكاي
- كهف أبوكوما
- كهف أكادو
- كهف خفاش بحيرة ساي
- كهف رياح فوغاكو
- كهف ريغاندو
- كهف ريوسيندو
- كهف كوسيغاساوا
- كهف ماكيدو
- كهف مورويا
- كهف ناروساوا الثلجي
- كهف نيبارا

## أوروبا

### أبخازيا
- كهف آثوس الجديد
- كهف أبرسكيل
- كهف سارما
- كهف فيروفكينا
- كهف كروبيرا

### أذربيجان
- كهف أزوخ
- كهف بوزير
- كهف تاغلار
- كهف زار
- كهف علار
- كهف كيليت

### أرمينيا
- كهف أزوخ

### إسبانيا
- أورديسا كاسكادا
- بوينتي فايسجو
- عين جوارينيا
- كهف أرمينتكس
- كهف ألتميرا
- كهف برايليتز
- كهف تيتو بوستيلو
- كهف ديل كاستيلو
- كهف سدرون
- كهف فوينتمولينوس
- كهف كاساريس
- كهف كامي نو
- كهف كانيلوبري
- كهف لا باسيغا
- كهف لاس كالداس
- كهف لوس أفيونيس
- كهف مالترافيسو
- كهف نينو (إسبانيا)
- كهوف الملك سينتولو
- كهوف دراك
- كهوف مونتي كاستيلو
- مغارة كاستريت
- نظام مورتيلانو

### ألمانيا
- آختوبف
- كهف أتا
- كهف أينهورن
- كهف إردمانس
- كهف الفصح
- كهف بالفه
- كهف بنج
- كهف بومان
- كهف تويفيلزهوله
- كهف دانييلز
- كهف ديتشن
- كهف ريسيندينغ
- كهف شلينبرج الجليدي
- كهف شيلات
- كهف غايسنكلوسترلي
- كهف فوغلهيرد
- كهف ليختنشتاين
- كهف هيربست لابيرنت
- كهف هيرمان
- كهف هيمكهيل
- كهوف أوفنت
- مغارة فينجروتن
- هولنشتاين-ستادل
- هوهل فيلس

### أوكرانيا
- كهف أوبتيميستيشنا
- كهف اتلانتيدا
- كهوف قريبة

### إيطاليا
- الكهف العملاق
- كهف الرمال البيضاء
- كهف الكلاب
- كهف باغليتشي
- كهف كافالو
- كهف نيريو
- كهوف تيرانو
- كهوف سكوراتي
- كهوف فراساسي
- كهوف كاستيلانا
- كهوف كوريكا
- مغارة ماترومانيا
- مغارة نبتون

### البرتغال
- أرويرا 3
- كهف أرويرا
- كهف إسكورال
- كهف موينهوس فيلهوس

### بلغاريا
- أورلوفا تشوكا
- بروخودنا
- دوهلاتا
- سايفا دوبكا
- كهف أولوفيتسا
- كهف باتشو كيرو
- كهف حنجرة الشيطان
- كهف ديفيتاشكا
- كهف سنيجانكا
- كهف ماجورا
- كهف ياغودينسكا
- كوزارنيكا
- كوزارنيكا (بلدية بوتفغراد)

### بولندا
- كهف أوبلازوا
- كهف بارادايس

### البوسنة والهرسك
- بانا ستيجينا
- كهف أورلوفاكا
- كهف بادانج
- كهف دابار

## تركيا
- بلباسي
- حديقة كهف ألتينبيسيك الوطنية
- كهف أويلات
- كهف أيفيني
- كهف إرجيك
- كهف إليكسو
- كهف إناظ
- كهف انسو
- كهف انكايا
- كهف بينارجوزو
- كهف تيلكيلر
- كهف جومايانه
- كهف داملاتاش
- كهف سوفولار
- كهف كاراجا
- كهف كارين
- كهف كايركوي
- كهف كوجين
- كهف كوكول
- كهف كيزيلما
- كهف نيمارا
- كهف ياريمبورجاز
- كهف ينيسو
- نفق دجلة

### التشيك
- سيبكا
- كهف أماتيرسكا
- كهف فوبيستك
- كهف كولنا
- كهوف بنكفا
- كهوف زبراشوف أراجونيت
- كهوف كونبروسي
- كهوف ملاديتش
- هاوية هرنيس

### جورجيا
- كهف كروبيرا

### سلوفاكيا
- كهف ياسوفسكا
- فرن الشيطان

### سلوفينيا
- كهف بوستوينا
- قلعة بريدجاما
- كهف بوتوك
- كهف فانديما
- كهف كركا
- كهف ناجدينا

### السويد
- كهف لوميلوندا
- مغارة كورال
- هوفربيرجيت

### فرنسا
- كهف أراغو
- كهف أونيكوتي
- كهف برونيكيل
- كهف شوفيه
- كهف كوسكير
- كهف لاسكو
- كهف هاربيا
- كهوف أرسي سور كيور

### فنلندا
- كهف الذئب

### كرواتيا
- فيلا سبيلا
- كهف الباردين
- كهف الحدائق الصغيرة
- كهف جرابشيفا
- كهف فينديجا
- كهوف براش
- كهوف فيليبيت
- يازوفكا

### كوسوفو
- كهف الرخام

### مالطا
- الكهف الأزرق (مالطة)

### المملكة المتحدة
- كهف فينغال
- كهف غوف

### النمسا

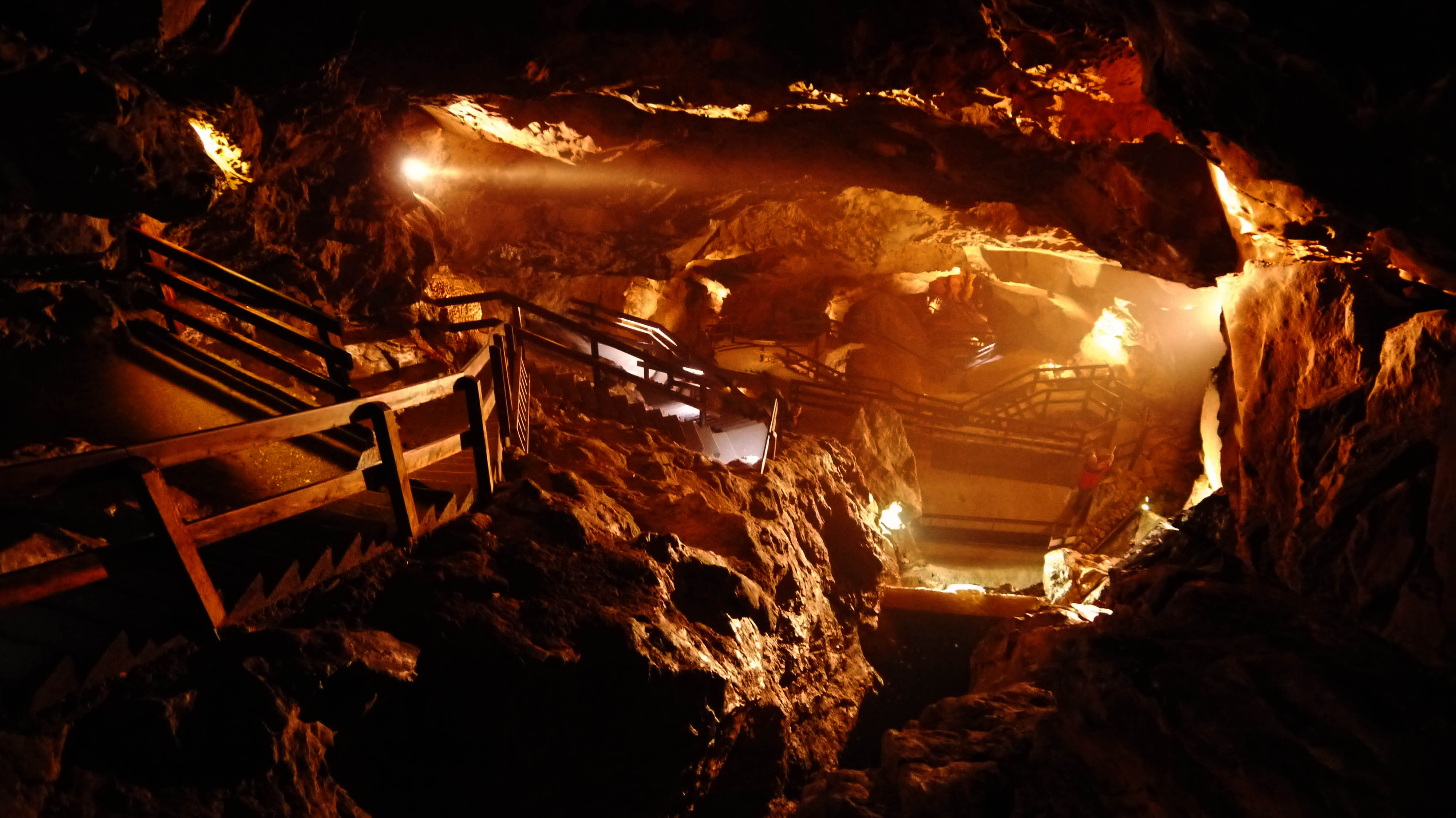
كهف لامبريشتسوفين

- سيغروتي
- كهف جودنوس
- كهف داخشتاين الجليدي
- كهف سالتسوفن
- كهف لامبريشتسوفين
- كهوف إيزرايسنفلت

### اليونان

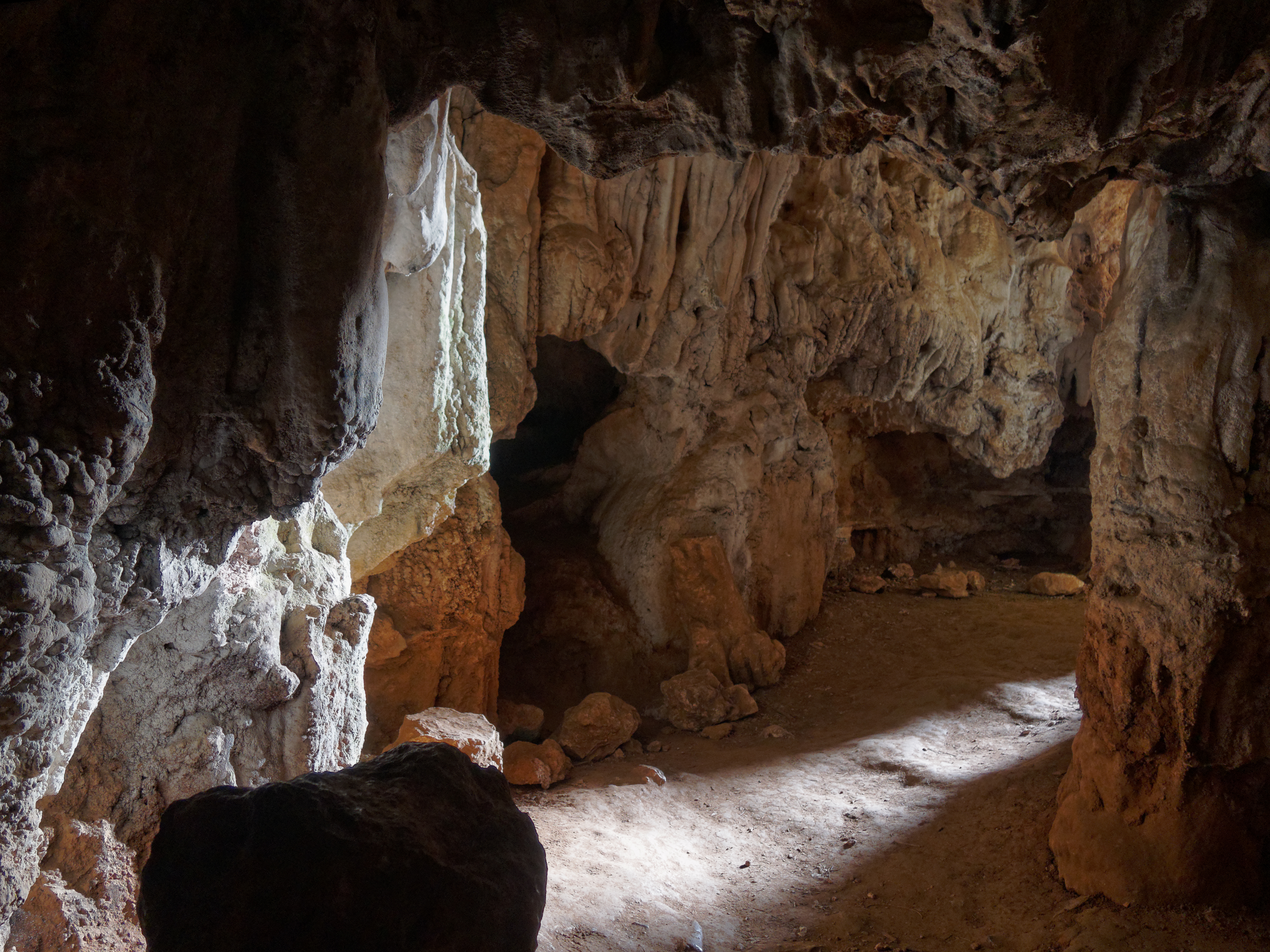
داخل كهف ترابيزا

- الكهف الأزرق (كاستيلوريزو)
- الكهوف المقدسة في جزيرة كريت
- كهف أبيديما
- كهف أركوديوتيسا
- كهف البحيرات
- كهف بترالونا
- كهف ترابيزا
- كهف ثيوبيترا
- كهف دافيليس
- كهف دوكسا
- كهف زيوس
- كهف فاري
- كهف فرانشثي
- كهف كاستانيا
- كهف كليدي
- كهف كوريكيان
- كهف ميغالاكوس

## أوقيانوسيا

### أستراليا
- كهوف جينولان
- كهف الماموث (أستراليا الغربية)
- حديقة كهوف جبل إتنا الوطنية

### ناورو
- ناورو

### نيوزيلندا
- وايتومو
- كهف أورورا
- كهف رواكوري
- كهف مونكس
- كهوف الكاتدرائية
- كهوف كليفدين للحجر الجيري

## أمريكا الشمالية

### بليز
- الثقب الأزرق العظيم
- كهف الطيور السوداء
- كهف بارتون كريك
- كهف رعب منتصف الليل

### كندا
- غارغانتوا
- تروي دو ديابل

### غواتيمالا
- ناج تونيش

### المكسيك
- بلانكنتشه
- تشو-ها
- تولانتونجو
- جوكستلاهواكا
- زاكاتون
- سيستيما هواوتلا
- سينوتي
- كهف البلورات
- كهف السنونو
- كهف تشيفيه
- كهف قويلين ناكويتز
- كهف لولتون
- كهف مخيف
- كهوف أوكس بيل ها

### الولايات المتحدة
- حديقة كهوف كارلسباد الوطنية
- كهوف سانت لويس
- هورس كيف
- بئر يعقوب
- متنزه غريت باسين الوطني
- كهف الماموث
- شلالات روبي
- حديقة كهف الرياح الوطنية

## أمريكا الجنوبية

### الأرجنتين
- كهف دي لاس مانوس

### البرازيل
- أبيزمو جاي كوليت
- بوكو إنكانتادو
- كهف كانابرافا
- مغارة أوباجارا

### تشيلي
- بحيرة كاريرا العامة